# Mydukur
Mydukur est une ville du district de Kadapa dans l'État d'Andhra Pradesh en Inde. 
Selon le recensement de l'Inde de 2011, S. Mydukur comptait 24 843 habitants.
La ville se trouve à 20 km de Proddatur et à 30 km de Kadapa.
Le mandal de S. Mydukur inclus aussi les villages de N. Mydukur, Yakarlapalem, Thippireddipalle, Mudireddipalle, Mittamanipalle, Onipenta, Audireddipalle, Ganjikunta, Gaddamayapalle, Lingaladinne, Sivapuram, Annalur, Somayajulapalle, Settivaripalle et Nandyalampeta, pour une population totale de 81 019 habitants.
La ville appartient à l'assemblée constituante de Mydukur, qui élit un membre de l'assemblée législative de l'Andhra Pradesh. Putta Sudhakar Yadav a été élu en 2024.